# 慕容敏
慕容敏（?—?），昌黎棘城（今辽宁省义县西北）人，后燕宗室，慕容宝的兒子。
慕容敏在后燕建立时没有随父祖到河北，而是遗留在了长安。394年，后秦皇帝姚兴派遣使节与后燕建立友好关系，并且把后燕太子慕容宝的儿子慕容敏送回后燕国。后燕慕容垂封慕容敏为河东公。